# Karacahüyük, Çerkeş
Karacahöyük là một xã thuộc huyện Çerkeş, tỉnh Çankırı, Thổ Nhĩ Kỳ. Dân số thời điểm năm 2010 là 44 người.